# Перселлвілл (Вірджинія)
Перселлвілл (англ. Purcellville) — місто (англ. town) в США, в окрузі Лаудун штату Вірджинія. Населення — 8929 осіб (2020).

## Географія
Перселлвілл розташований за координатами 39°8′15″ пн. ш. 77°42′41″ зх. д. / 39.13750° пн. ш. 77.71139° зх. д. (39.137498, -77.711393).  За даними Бюро перепису населення США в 2010 році місто мало площу 8,19 км², з яких 8,15 км² — суходіл та 0,03 км² — водойми. В 2017 році площа становила 8,81 км², з яких 8,77 км² — суходіл та 0,04 км² — водойми.

## Демографія
Згідно з переписом 2010 року, у місті мешкало 7727 осіб у 2410 домогосподарствах у складі 1940 родин. Густота населення становила 944 особи/км².  Було 2491 помешкання (304/км²).
Расовий склад населення:
| - 86,0 % — білих - 5,2 % — чорних або афроамериканців - 3,2 % — азіатів - 0,2 % — корінних американців - 2,0 % — осіб інших рас |

До двох чи більше рас належало 3,3 %. Частка іспаномовних становила 6,6 % від усіх жителів.
За віковим діапазоном населення розподілялося таким чином: 33,8 % — особи молодші 18 років, 59,4 % — особи у віці 18—64 років, 6,8 % — особи у віці 65 років та старші. Медіана віку мешканця становила 33,6 року. На 100 осіб жіночої статі у місті припадало 94,5 чоловіків;  на 100 жінок у віці від 18 років та старших — 88,8 чоловіків також старших 18 років.
Середній дохід на одне домашнє господарство  становив 132 376 доларів США (медіана — 124 276), а середній дохід на одну сім'ю — 137 990 доларів (медіана — 131 801). Медіана доходів становила 106 312 долари для чоловіків та 62 756 доларів для жінок. За межею бідності перебувало 3,4 % осіб, у тому числі 2,6 % дітей у віці до 18 років та 3,5 % осіб у віці 65 років та старших.
Цивільне працевлаштоване населення становило 4251 осіб. Основні галузі зайнятості: науковці, спеціалісти, менеджери — 24,7 %, освіта, охорона здоров'я та соціальна допомога — 21,6 %, публічна адміністрація — 9,2 %, роздрібна торгівля — 9,1 %.